# Mantas Bitinas
Mantas Bitinas, né le 30 août 2002 à Panevėžys, est un coureur cycliste lituanien. Durant sa carrière, il participe à des compétitions sur route et sur piste,.

## Biographie
En 2020, Mantas Bitinas devient double champion de Lituanie sur piste chez les élites (omnium et scratch), alors qu'il évolue encore dans la catégorie des juniors (moins de 19 ans). Il se classe également deuxième du championnat de Lituanie du contre-la-montre juniors. L'année suivante, il intègre l'équipe continentale Ampler Development, qui est majoritairement composée de jeunes coureurs baltes.

## Palmarès sur route

### Par année
- 2019
  - Wyścig Kolarski Po Ziemi Łódzkiej
- 2020
  - 2e étape du Tartu Juunioride Velotuur
  - 2e du championnat de Lituanie du contre-la-montre juniors

### Classements mondiaux
| Année                                 | 2021  | 2022  |
| ------------------------------------- | ----- | ----- |
| Classement mondial                    | 2123e | 1569e |
| UCI Europe Tour                       | 1441e | 1052e |
|                                       |       |       |
| Légende : nc = non classéSource : UCI |       |       |

## Palmarès sur piste

### Championnats nationaux
- 2020
  -  Champion de Lituanie de l'omnium
  -  Champion de Lituanie de scratch
  - 3e du championnat de Lituanie de vitesse par équipes
  - 3e du championnat de Lituanie de course aux points
- 2021
  - 2e du championnat de Lituanie de course aux points
  - 3e du championnat de Lituanie de l'omnium